# Communauté de communes de l'Uffried
La communauté de communes de l'Uffried est une ancienne intercommunalités qui a composé le Pays de l'Alsace du Nord située dans le département du Bas-Rhin et la région Alsace. Elle comptait 9 communes membres.

## Historique
La communauté de communes de l'Uffried a été créée le 31 décembre 1992.

Le 1er janvier 2014, elle fusionne avec 3 intercommunalités voisines pour former la Communauté de communes du pays Rhénan.
Il est fait déjà mention de l'Uffried avant le XVe siècle, comme un district qui s'étend vers l'orient au Rhin, vers le nord à la rivière de la Sauer, vers le couchant à la forêt de Haguenau et vers le sud à la rivière de la Moder. Il se distingue en deux Ried, supérieure et inférieure, séparées par un ruisseau. Le chef-lieu des deux était Beinheim, jusqu'au commencement du XVe siècle lorsqu'elle fut cédée aux marquis de Baden.
Les villages du ried inférieur étaient :
– Rœschwoog ;
– Forstfeld ;
– Kauffenheim ;
–Gisenheim (?).
Les villages du ried supérieur étaient : 
– Sessenheim ;
– Rountzenheim ;
–Auenheim ;
–Stattmatten ;
–Dalhunden ;
–Dengolsheim.

## Composition
Les communes suivantes font partie de cet EPCI :
| Nom               | Code Insee | Gentilé          | Superficie (km2) | Population (dernière pop. légale) | Densité (hab./km2) |
| ----------------- | ---------- | ---------------- | ---------------- | --------------------------------- | ------------------ |
| Rœschwoog (siège) | 67405      | Rœschwoogois     | 9,75             | 2 309 (2014)                      | 237                |
| Auenheim          | 67014      | Auenheimois      | 4,24             | 926 (2014)                        | 218                |
| Forstfeld         | 67140      | Forstfeldois     | 4,90             | 729 (2014)                        | 149                |
| Fort-Louis        | 67142      | Fort-Ludoviciens | 12,31            | 303 (2014)                        | 25                 |
| Kauffenheim       | 67231      | Kauffenheimois   | 2,24             | 208 (2014)                        | 93                 |
| Leutenheim        | 67264      | Leutenheimois    | 10,39            | 855 (2014)                        | 82                 |
| Neuhaeusel        | 67319      | Neuhaeuselois    | 3,05             | 357 (2014)                        | 117                |
| Roppenheim        | 67409      | Roppenheimois    | 6,88             | 959 (2014)                        | 139                |
| Rountzenheim      | 67418      | Rountzenheimois  | 6,67             | 1 053 (2014)                      | 158                |

## Compétences
La communauté de communauté de l'Uffried exerce des compétences à la fois obligatoires et optionnelles. Ses compétences sont fixées par l'arrêté préfectoral du 5 octobre 2006.

## Administration
Le siège de la communauté de communes était situé à Rœschwoog. Son dernier président est Robert Heimlich, maire de Forstfeld.